# Куликово (Первомайский район)
Кулико́во (до 1948 года Чинки; укр. Куликове, крымскотат. Çinke, Чинке) — исчезнувшее село в Первомайском районе Республики Крым, располагавшееся на юго-западе района, в степной части Крыма, примерно в полукилометре западнее села Кормовое.

### Динамика численности населения
- 1805 год — 49 чел.[5]
- 1905 год — 55 чел.[6]
- 1915 год — 17/29 чел.[7][8]
- 1918 год — 80 чел.[6]
- 1926 год — 68 чел.[9]

## История
Первое упоминание деревни Шанике встречается в «Книге путешествий» Эвлии Челеби под 1667 годом. В следующем документе селение упоминается в Камеральном Описании Крыма… 1784 года, судя по которому, в последний период Крымского ханства Ченге входил в Каракуртский кадылык Бахчисарайского каймаканства. После присоединения Крыма к Российской империи (8) 19 апреля 1783 года, (8) 19 февраля 1784 года, именным указом Екатерины II сенату, на территории бывшего Крымского ханства была образована Таврическая область и деревня была приписана к Евпаторийскому уезду. После павловских реформ, с 1796 по 1802 год входила в Акмечетский уезд Новороссийской губернии. По новому административному делению, после создания 8 (20) октября 1802 года Таврической губернии, Чинке был включён в состав Урчукской волости Евпаторийского уезда.
По Ведомости о волостях и селениях, в Евпаторийском уезде с показанием числа дворов и душ… от 19 апреля 1806 года в деревне Чинке числилось 5 дворов и 49 жителей, исключительно крымских татар. На военно-топографической карте генерал-майора Мухина 1817 года деревня Чинке обозначена пустующей, а на картах 1836 и 1842 года обозначены уже развалины деревни Чинки(как и на трехверстовой карте 1865 года) — видимо, деревня опустела вследствие эмиграции крымских татар в Турцию.
Ещё по «…Памятной книжке Таврической губернии на 1900 год» деревня стояла разорённая без жителей. Возрождена деревня была крымскими немцами лютеранами в 1901 году под прежним названием (некто Циндлер А. И. арендовал 1000 десятин земли за одну десятую урожая) в составе Коджанбакской волости и в 1905 году в ней числилось 55 жителей. По Статистическому справочнику Таврической губернии. Ч.II-я. Статистический очерк, выпуск пятый Евпаторийский уезд, 1915 год, в экономии Чинке (А. И. Циндлера) Коджамбакской волости Евпаторийского уезда числилось 3 двора с немецким населением в количестве 17 человек приписных жителей и 29 — «посторонних», из которых 34 мужчины и 12 женщин. В экономии числилось 925 десятинами удобной земли. В хозяйстве имелось 75 лошадей, 158 волов, 30 коров и 800 голов мелкого скота. В 1918 году население составил 80 чел..
После установления в Крыму Советской власти, по постановлению Крымревкома от 8 января 1921 года № 206 «Об изменении административных границ» была упразднена волостная система и в составе Евпаторийского уезда был образован Бакальский район, в который включили село, а в 1922 году уезды получили название округов. 11 октября 1923 года, согласно постановлению ВЦИК, в административное деление Крымской АССР были внесены изменения, в результате которых округа были отменены, Бакальский район упразднён и село вошло в состав Евпаторийского района. Согласно Списку населённых пунктов Крымской АССР по Всесоюзной переписи 17 декабря 1926 года, в селе Чинке,Тогайлынского сельсовета Евпаторийского района, числилось 15 дворов, из них 14 крестьянских, население составляло 68 человек, все немцы. Постановлением ВЦИК РСФСР от 30 октября 1930 года был создан Фрайдорфский еврейский национальный район (переименованный указом Президиума Верховного Совета РСФСР № 621/6 от 14 декабря 1944 года в Новосёловский) (по другим данным 15 сентября 1931 года) и село включили в его состав. Вскоре после начала Великой Отечественной войны, 18 августа 1941 года крымские немцы были выселены, сначала в Ставропольский край, а затем в Сибирь и северный Казахстан.
С 25 июня 1946 года селение в составе Крымской области РСФСР. Указом Президиума Верховного Совета РСФСР от 18 мая 1948 года, Чинки переименовали в Куликово. 25 июля 1953 года Новоселовский район был упразднен и село включили в состав Первомайского. 26 апреля 1954 года Крымская область была передана из состава РСФСР в состав УССР. Время включения в Кормовский сельсовет пока не установлено: на 15 июня 1960 года село уже числилось в его составе. Ликвидировано к 1968 году (согласно справочнику «Крымская область. Административно-территориальное деление на 1 января 1968 года» — в период с 1954 по 1968 годы как село Кормовского сельсовета).